# Medaile za asijsko-pacifické tažení
Medaile za asijsko-pacifické tažení (anglicky Asiatic–Pacific Campaign Medal) je vojenské vyznamenání Spojených států amerických založené roku 1942. Udíleno bylo příslušníkům ozbrojených sil USA, jež sloužili v asijsko-pacifické oblasti v letech 1941 až 1946.

## Historie
Medaile byla založena prezidentem Franklinem D. Rooseveltem výkonným nařízením Executive Order 9265 ze dne 6. listopadu 1942. Přední stranu medaile navrhl Thomas Hudson Jones. Zadní strana medaile byla navržena Adolphem Alexanderem Weinmanem a stejný motiv je použit i na zadní straně Medaile za evropsko-africko-středovýchodní tažení a na zadní straně Medaile za americké tažení.
Nejdříve byla medaile v roce 1942 prezentována pouze jako páska. Plná medaile byla schválena v roce 1947. První plná medaile byla udělena armádnímu generálovi Douglasu MacArthurovi. 

## Pravidla udílení
Medaile byla udílena příslušníkům amerických ozbrojených sil, kteří se po dobu minimálně 30 dní účastnili bojů v tichomořské oblasti v rozhodném období mezi 7. prosincem 1941 a 2. březnem 1946. Východní hranice asijsko-pacifické oblasti se shodovala se západní hranicí americké bojové oblastí. Západní hranice se táhla od severního pólu podél 60. poledníku východní délky k jeho průsečíku s východní hranicí Íránu, dále na jih podél hranice Íránu s Ománským zálivem a poté jižně podél 60. poledníku k jižnímu pólu.
Mezi 16 oficiálně uznávaných kampaní americké armády v asijsko-pacifické operační oblasti patří:
- Central Pacific: za spojenecké vylodění na Tarawě a Makinu během tažení na Gilbertových a Marshallových ostrovech 7. prosince 1941 až 6. prosince 1943
- Air Offensive Japan: za letecké nálety na Japonsko 17. dubna 1942 až 2. září 1945
- Aleutian Islands: za tažení na Aleutských ostrovech 3. června 1942 až 24. srpna 1943
- Northern Solomon: za část tažení na Šalomounových ostrovech 22. února 1943 až 21. listopadu 1944
- Eastern Mandates: za spojenecké vylodění na Kwajaleinu a Eniwetoku během tažení na Gilbertových a Marshallových ostrovech 31. ledna 1944 až 14. června 1944
- Western Pacific: za účast na tažení na Marianech a Palau 15. června 1944 až 2. září 1945
- Ryukyus: za spojenecké vylodění na Okinawě 26. března 1945 až 2. července 1945
- Philippine Islands: za boje o Filipíny 7. prosince 1941 až 10. května 1942
- East Indies: za boje o Nizozemskou východní Indii 1. ledna 1942 až 22. července 1942
- Papua: za tažení na Nové Guineji 23. července 1942 až 23. ledna 1943
- Guadalcanal:  za tažení na Guadalcanalu 7. srpna 1942 až 21. února 1943
- New Guinea: za tažení na Nové Guineji 24. ledna 1943 až 31. prosince 1944
- Bismarck Archipelago: za boje na Bismarckově souostroví 15. prosince 1943 až 27. listopadu 1944
- Leyte: za spojenecké vylodění na Leyte a jeho osvobození 17. října 1944 až 1. července 1945
- Luzon: za spojenecké vylodění na Luzonu a jeho osvobození 15. prosince 1944 až 4. července 1945
- Southern Philippines: za spojenecké osvobození jižních Filipín během bojů o Filipíny 27. února 1945 až 4. července 1945

Mezi 43 oficiálně uznávaných kampaní amerického námořnictva v asijsko-pacifické operační oblasti patří:
- Pearl Harbor: 7. prosince 1941
- Wake Island: 8. prosince 1941 až 23. prosince 1941
- Philipine Islands operation: 8. prosince 1941 až 6. května 1942
- Netherlands East Indies engagements: 23. ledna 1942 až 27. února 1942
- Pacific raids (1942): 1. února 1942 až 10. března 1942
- Coral Sea: 4. května 1942 až 8. května 1942
- Midway: 3. června 1942 až 6. června 1942
- Guadalcanal-Tulagi landings: 7. srpna 1942 až 9. srpna 1942
- Capture and defense of Guadalcanal: 10. srpna 1942 až 8. února 1943
- Makin Raid: 17. srpna 1942 až 18. srpna 1942
- Eastern Solomons: 23. srpna 1942 až 25. srpna 1942
- Buin-Faisi-Tonolai raid: 5. října 1942
- Cape Esperance: 11. října 1942 až 12. října 1942
- Santa Cruz Islands: 26. října 1942
- Guadalcanal: 12. listopadu 1942 až 15. listopadu 1942
- Tassafaronga: 30. listopadu 1942 až 1. prosince 1942
- Eastern New Guinea operation: 17. prosince 1942 až 24. července 1944
- Rennel Island: 29. ledna 1943 až 30. ledna 1943
- Consolidation of Solomon Islands: 8. února 1943 až 15. března 1945
- Aleuitians operation: 26. března 1943 až 2. června 1943
- New Georgia Group operation: 20. června 1943 až 16. října 1943
- Bismarck Archipelago operation: 25. června 1943 až 1. května 1944
- Pacific raids (1943): 31. srpna 1943 až 6. října 1943
- Treasury-Bougainville operation: 27. října 1943 až 15. prosince 1943
- Gilbert Islands operation: 13. listopadu 1943 až 8. prosince 1943
- Marshall Islands operation: 26. listopadu 1943 až 2. března 1944
- Asiatic-Pacific raids (1944): 16. února 1944 až 9. října 1944
- Western New Guinea operations: 21. dubna 1944 až 9. ledna 1945
- Marianas operation: 10. června 1944 až 27. srpna 1944
- Leyte operation: 10. října 1944 až 29. listopadu 1944
- Luzon operation: 12. prosince 1944 až 1. dubna 1945
- Iwo Jima operation: 15. února 1945 až 16. března 1945
- Okinawa Gunto operation: 17. března 1945 až 30. června 1945
- Third Fleet operations againt Japan: 10. července 1945 až 15. srpna 1945
- Kurile Islands operation: 1. února 1944 až 11. srpna 1945
- Borneo operations: 27. dubna 1945 až 20. července 1945
- Tinian capture and occupation: 24. července 1944 až 1. srpna 1944
- Consolidation of the Southern Philippines: 28. února 1945 až 20. července 1945
- Hollandia operation: 21. dubna 1944 až 1. června 1944
- Manila Bay-Bicol operations: 29. ledna 1945 až 16. dubna 1945
- Escort, antisubmarine, armed guard and special operations: 7. prosince 1941 až 2. září 1945
- Submarine War Patrols (Pacific): 7. prosince 1941 až 2. září 1945

Pro příslušníky americké armády, kteří nezískali kredit za výše uvedená tažení, ale přesto v aktivní službě působili v asijsko-pacifické oblasti, byly zavedeny hromadná tažení, za které bylo možné medaili získat.
- protiponorkové boje: 7. prosince 1941 až 2. září 1945
- pozemní boje: 7. prosince 1941 až 2. září 1945
- letecké boje: 7. prosince 1941 až 2. září 1945

## Popis medaile
Medaile kulatého tvaru o průměru 32 mm je vyrobena z bronzu. Na přední straně je motivem scéna z vylodění. V popředí jsou vyobrazeni vojáci s puškami v rukou. Na pozadí jsou letadla, bitevní a letadlová loď a ponorka. V horní části je při vnějším okraji nápis ASIATIC PACIFIC CAMPAIGN. Na zadní straně je orel se složenými křídly. Vlevo od něj jsou data 1941 a 1945. Vpravo je nápis UNITED STATES OF AMERICA.
Stuha široká 36 mm je žlutá s bílými, červenými a modrými proužky. Barevným provedením tak odkazuje na Medaili za službu v amerických obranných silách, na Japonsko a na obranu po Pearl Harboru.
Pro příslušníky námořnictva, kteří sloužili u jednotek námořní pěchoty je možné s medailí nosit insignii Fleet Marine Force Combat Operation Insignia. Insignie arrowhead byla určena pro ty, kteří se účastnili tažení, jež zahrnovalo i obojživelné vylodění. Na stužce mohou být i bronzové (za 1 kampaň) a stříbrné (za 5 kampaní) hvězdy za účast na taženích v asijsko-pacifické oblasti, která jsou specifikována ve statutu medaile.